# Brunnsjön (Grythyttans socken, Västmanland)
Brunnsjön är en sjö i Hällefors kommun i Västmanland och ingår i Göta älvs huvudavrinningsområde. Sjön har en area på 0,418 kvadratkilometer och ligger 205,2 meter över havet.

## Delavrinningsområde
Brunnsjön ingår i det delavrinningsområde (661477-142946) som SMHI kallar för Utloppet av Torrvarpen. Medelhöjden är 215 meter över havet och ytan är 106,99 kvadratkilometer. Räknas de 145 avrinningsområdena uppströms in blir den ackumulerade arean 1 942,48 kvadratkilometer. Gullspångsälven (Liälven) som avvattnar avrinningsområdet har biflödesordning 2, vilket innebär att vattnet flödar genom totalt 2 vattendrag innan det når havet efter 337 kilometer. Avrinningsområdet består mestadels av skog (64 procent). Avrinningsområdet har 25,05 kvadratkilometer vattenytor vilket ger det en sjöprocent på 23,4 procent. Bebyggelsen i området täcker en yta av 1,88 kvadratkilometer eller 2 procent av avrinningsområdet.